# Simon Bisley

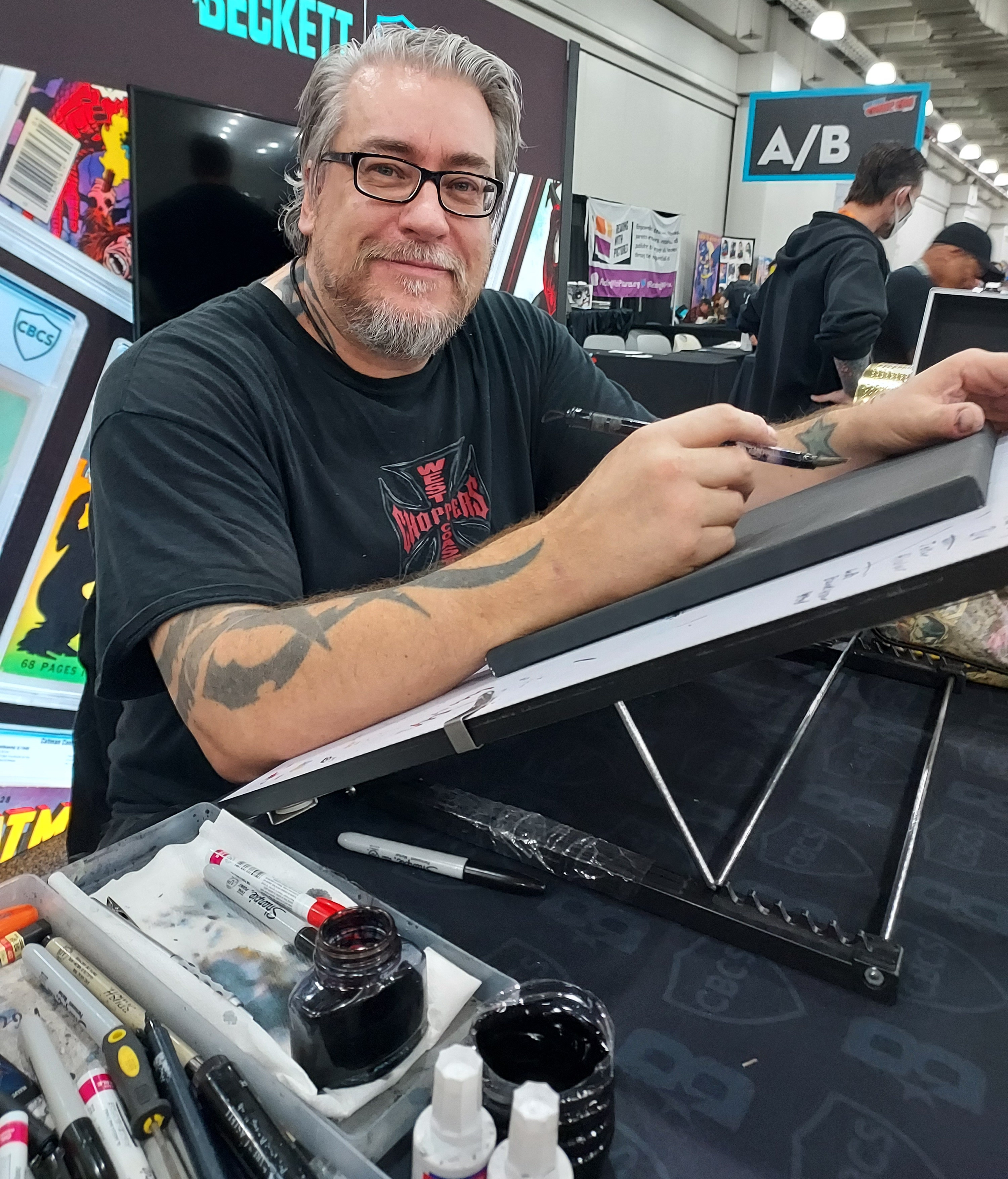
Simon Bisley (2022)

Simon Bisley (* 4. März 1962) ist ein britischer Comiczeichner, der aufgrund seiner Arbeiten an ABC Warriors, Lobo und Sláine eine große Popularität in den 1990er Jahren erlangte.

## Leben
Bisley malte für DC Comics das Judge-Dredd-Batman-Crossover Judgement on Gotham, für das er 1992 mit dem Eisner Award ausgezeichnet wurde. Ferner arbeitete er am Drehbuch für Heavy Metal F.A.K.K. 2 mit.
Bisley ist Mitarbeiter bei dem US-amerikanischen Comic- und Kunstmagazin Heavy Metal. Sein Kürzel ist „Biz“.
Seine sehr sichere Darstellung in Gemälden, Air-Brush sowie in Tusche gleichermaßen, waren stark beeinflusst von Künstlern wie Frank Frazetta und Bill Sienkiewicz. Er ließ sich auch von Covers von Rock-CDs bzw. Schallplatten inspirieren sowie auch von Graffiti und traditioneller Comic-Kunst.